# 有虞氏
有虞氏，又称虞朝，是中国历史記載的上古時代，一个可能存在过数百年的王朝，在夏朝之前。

## 可能存在的证据
在《左传》、《国语》中，虞夏商周四代连称的文句不胜枚举，引用的都是西周、春秋时人的话。《墨子》、《司马法》、《吕氏春秋》、《礼记》等书中，亦把虞和夏商周三代放在并列的关系。这些古籍并未把尧的“唐”朝与虞夏商周并置，《尚书》中的《虞书》也记载了尧的事迹，尧本身也是舜的岳父；这说明唐尧可能也属于虞朝，但尧与虞朝的关系不是非常清楚。
《左传·昭公三十二年》：社稷无常奉，君臣无常位，自古以然……三后之姓，于今为庶，主所知也。“三后”是指三个朝代的后代，已经成为庶姓。春秋时，周朝姬姓仍为嫡姓，“于今为庶”的三后只能是虞夏商三代的后代。《国语·鲁语上》：幕，能帅颛顼者也，有虞氏报焉。这说明，幕是虞朝的中兴君主。
通过这些资料，河北师范大学古籍整理所王树民教授估计，虞朝可能并不只是虞舜一代，而是一个和夏商周一样长达数百年的王朝。
在四千多年前，黄河流域主要是龙山文化，处在金石并用时代，有一些原始的大型城市遗址，例如尧王城遗址、陶寺遗址等等，其中陶寺遗址已经存在成规模的宫殿和王族墓地，当时可能存在一个以部落联盟为形式的王朝。
而舜禪讓給禹後，禹讓自己的兒子啟間接登上了皇位，開創了「家天下」的夏朝。禹將舜的兒子封於河南虞城。少康受到虞思的幫助，其時虞思的封地是在今河南省商丘市虞城。虞思給了少康巴掌大的一塊地叫綸邑，在虞城東南。《左传·哀公元年》载，少康逃奔有虞國，“有田一成，有眾一旅”。
後來少康奪回夏朝權位，有虞族的一支後裔虞遂一直留居在蒲阪。至於其他有虞部落後裔的分支，雖有不少，但大都不成氣候。周武王滅殷商後，因有虞氏的虞閼父做周室的陶正有功，周武王把自己的長女太姬嫁給虞閼父的兒子滿，封他在陳國（在今河南省淮陽縣），是為胡公。

## 君主列表
- 颛顼
- 幕
- 穷蝉
- 敬康
- 句望
- 桥牛
- 有虞迵[4]
- 瞽叟
- 舜
- 商均
- 虞思
- 箕伯
- 直柄
- 虞遂
- 伯戏
- 虞阏父
- 胡公满

## 現代考證
中華人民共和國學者余太山認為，古史中記載源自黃帝系統的各部族，包括陶唐氏、有虞氏與允姓之戎等，其後西遷，成為吐火羅人先祖之一。